# Ghidrah, le monstre à trois têtes
Pour les articles homonymes, voir Godzilla.
Série Showa
Mothra contre Godzilla
(1964) Invasion Planète X
(1965)
Pour plus de détails, voir Fiche technique et Distribution.
Ghidorah, le monstre à trois têtes (三大怪獣　地球最大の決戦, San daikaijū: Chikyū saidai no kessen) est un film japonais du réalisateur Ishirō Honda sorti en 1964. Le Film marque le crossover entre Godzilla apparu dans Godzilla (1954), Rodan apparu dans Rodan (1956) et Mothra apparu dans Mothra (1961). En sachant que Godzilla et Mothra ce sont déjà rencontré dans Mothra contre Godzilla (1964). Le film marque également la première apparitions de King Ghidorah.

## Synopsis
Un étrange astéroïde s'écrase sur Terre et l'équipe du professeur Murai part enquêter sur place. Pendant ce temps, une femme étrange prétendant être une Martienne annonce que, si l'humanité ne se repent pas, elle sera détruite. La Martienne prophétise le retour de Godzilla et Rodan, ainsi que la venue d'un monstre de l'espace appelé King Ghidorah. Les prophéties se réalisent et Ghidorah sème la terreur. Seule solution : Godzilla, Rodan et Mothra doivent accepter de coopérer pour vaincre le monstre de l'espace.

## Fiche technique
- Titre : Ghidrah, le monstre à trois têtes
- Titre original : 三大怪獣　地球最大の決戦 (San daikaijū: Chikyū saidai no kessen)
- Titre anglais : Ghidorah, the Three-Headed Monster
- Réalisation : Ishirō Honda
- Scénario : Shinichi Sekizawa
- Musique : Akira Ifukube
- Pays d'origine : Japon
- Langue : japonais
- Format : Couleur
- Genre : Action, science-fiction, Kaijū eiga
- Durée : 92 minutes
- Date de sortie :
  -  Japon : 20 décembre 1964

## Informations complémentaires
- Ce film est inédit en France.
- Les deux petites fées appelées « Shojobins » sont jouées par les sœurs jumelles du duo pop The Peanuts.
- Le film marque la transition de Godzilla d'antagoniste à protagoniste